# Strijkkwartet nr. 4 (Nielsen)
Carl Nielsen begon aan zijn Strijkkwartet nr. 4 al in 1906 op het eiland Lolland.
Nielsen had net zijn baan als violist bij het Koninklijk Theater van Kopenhagen opgegeven en was bezig met zijn opera Maskarade toen hij aan dit kwartet begon. Tijdens de repetities voor een privé-concert op 10 augustus 1906 was hij er al tevreden over; het klonk als verwacht. Hij had het idee dat hij het schrijven voor strijkinstrumenten geheel onder de knie had. Nielsen zou nog lang de viool spelen, maar dan in met name strijkkwartetvorm. De publieke première vond plaats op 30 november 1907 in Kopenhagen op een avond gewijd aan deze componist. Het had toen opusnummer 19 en als bijnaam Piacevolezza (Heerlijkheid). Nielsen schrapte deze bijtitel weer, waarschijnlijk omdat het werk moeilijker klonk dan dat Nielsen zelf verwachtte. De thema’s wisselen elkaar te snel af en onderweg verandert ook nog eens de toonsoort (van F majeur naar G majeur). Het bleek te veel voor het publiek en recensenten. Ze waren een rad voor de ogen gedraaid, vond men.
Nielsen sleutelde nog wat aan het werk en het kwam in 1919 weer eens boven tafel en werd toen gespeeld. Nielsen sleutelde verder totdat hij er uiteindelijk in 1923 een uitgever voor vond. Het werk kreeg toen opus 44 mee; de bijnaam was definitief verdwenen.

## Delen
1. Allgero non tanto e comodo
2. Adagio con sentimento religioso
3. Allegretto moderato ed innocente
4. Finale: Molto adagio – allegro non tanto ma molto scherzoso

## Bron en discografie
- Uitgave Dacapo: Jong Deens Strijkkwartet